# ז

筆記体

ז（ザイン、ヘブライ語: זי״ן, זַיִן zayin）はヘブライ文字の7番目の文字。ヘブライ数字の数価は7。
ギリシア文字のΖ（ゼータ）、ギリシア文字から発展したラテン文字のZ、キリル文字のЗ（ゼー）、アラビア文字のز（ザーイ）に対応する。

## 音声
有声歯茎摩擦音/z/を表す。
現代ヘブライ語で主に外来語に使用する有声後部歯茎摩擦音/ʒ/は、「ז׳」と表記される。

## 起源
文字名称はヘブライ語で武器を意味する語(זין zayin)と同じである。ウィリアム・オルブライトは初期の文字名を zê(n)- とし、その意味は不明とする。